# William Skudlarek
William Skudlarek OSB (* 1939) ist ein US-amerikanischer Ordensgeistlicher und römisch-katholischer Theologe.

## Leben
William Skudlarek studierte Theologie an der St. John’s University in New York (1960) und wurde an der Päpstlichen Universität Gregoriana in Rom promoviert (1968). Am Princeton Theological Seminary in Princeton absolvierte er ein postgraduales Studium (1976).
Er gehört dem Konvent der Saint John's Abbey in Collegeville, Minnesota, an. Er war Professor für Theologie am College of Saint Benedict and Saint John's University in Collegeville, Minnesota (1964–1985, 1990–2007) und dessen Dekan von 1980 bis 1984. Von 2002 bis 2007 war er Direktor der Priesterausbildung.
Skudlarek war Präsident und Direktor der North American commission for Monastic Interreligious Dialogue und ist seit 0000 Generalsekretär von Dialogue Interreligieux Monastique / Monastische Interreligiöse Dialog (DIMMID) mit Sitz in Sant’Anselmo in Rom.  Papst Franziskus ernannte sie zum Mitglied des Päpstlichen Rates für den interreligiösen Dialog.

## Schriften
- The word in worship: preaching in a liturgical context, 1981
- Demythologizing Celibacy: Practical Wisdom from Christian and Buddhist Monasticism, 2008
- The Attentive Voice: Reflections on the Meaning and Practice of Interreligious Dialogue, 2011
- zusammen mit Bettina Bäumer: Witness to the Fullness of Light: The Vision and Relevance of the Benedictine Monk Swami Abhishiktananda, 2011
- zusammen mit Mohammed Ali Shomali: Monks and Muslims: Monastic and Shi'a Spirituality in Dialogue, 2012
- zusammen mit Mohammed Ali Shomali: Monks and Muslims II: Creating Communities of Friendship, 2014